# Hollywood Film Festival
L'Hollywood Film Festival è un festival cinematografico annuale che si svolge a Los Angeles, California (USA).

## Storia
Il festival è stato fondato nel 1997 da Carlos de Abreu e sua moglie, la modella Janice Pennington. Creato per stabilire una connessione tra gli studios di Hollywood, i registi indipendenti e la comunità creativa globale, il festival onora anche l'eccellenza nell'arte del cinema attraverso vari premi.
Il festival vede al suo interno dei sotto-festival riuniti in un unico evento:
- Hollywood Animation Film Festival (Film d'animazione)
- Hollywood Comedy Film Festival (Film commedia)
- Hollywood Digital Film Festival (Film)
- Hollywood Documentary Film Festival (Documentari)
- Hollywood Horror Film Festival (Film horror)
- Hollywood Independent Film Festival (Film indipendenti)
- Hollywood International Film Festival (Film internazionali)
- Hollywood Kids Film Festival (Film per ragazzi)
- Hollywood Shorts Film Festival (Cortometraggi)
- Hollywood World Film Festival (Film mondiali)

## Premi
Gli Hollywood Discovery Awards premiano i finalisti di varie categorie: film, documentari, cortometraggi e video musicali.